# The Phone
The Phone is een televisieprogramma dat voor het eerst op 6 juli 2007 door de AVRO werd uitgezonden op de Nederlandse televisie. De serie is bedacht door televisieproducent Park Lane TV en samen met de AVRO ontwikkeld.
Het programma kreeg in 2008 de Gouden Roos en in november 2009 won het een Emmy Award.
Op 10 maart 2010 werd bekend dat Eddy Zoëy vanaf 18 april de nieuwe afleveringen van The Phone ging presenteren en dat RTL 5 het programma ging uitzenden. Het derde seizoen op RTL 5 was tevens het laatste seizoen op de Nederlandse televisie.

## Format
De reeks is een mix tussen realitytelevisie en een spelshow en is geïnspireerd door films als Die Hard with a Vengeance en The Game. Op twee willekeurige plaatsen wordt een mobiele telefoon achtergelaten. De twee vinders van deze telefoons krijgen nadat ze akkoord zijn gegaan met deelname aan het spel instructies en opdrachten via de mobiele telefoon van een mysterieuze man die in beeld komt. De deelnemers maken kans op maximaal 25.000 euro. Bij elke opdracht die niet op tijd wordt afgerond gaat er 5.000 euro van het totaalbedrag af. In het spel is het de bedoeling dat de twee deelnemers sticks (plastic staafjes met digitale informatie) vinden. Er zijn in totaal drie sticks te vinden. Aan het einde van de zoektocht staat een computer waarin de sticks kunnen worden ingeplugd om zo aanwijzingen te vergaren waar de mysterieuze opdrachtgever zich met het overgebleven geld bevindt. Als de deelnemers de mysterieuze opdrachtgever naderen, laat hij de koffer staan en gaat hij er snel vandoor. Wanneer de kandidaten te laat aankomen vertrekt hij met de koffer.
In de tweede reeks waren er een aantal wijzigingen op het oorspronkelijke format. Zo speelden de deelnemers aan het einde van de zoektocht een eindspel tegen elkaar. De speler die binnen de tijd en als eerste bij de koffer is, wint het bedrag en kan kiezen of het geld over beide deelnemers verdeeld wordt of niet. Net als in de eerste reeks kan het zijn dat de mysterieuze opdrachtgever de koffer reeds heeft meegenomen, waardoor beide deelnemers het prijzengeld mislopen.
In seizoen 3, waar een nieuwe presentator (Eddy Zoëy) het stokje heeft overgenomen, moeten de twee kandidaten op zoek naar drie sleutels. De kandidaten hebben zich al eerder opgegeven voor dit mysterieus spel (voor hun toen nog mysterieus) en zo kan het spel niet gemanipuleerd worden. Het geld ligt veilig opgeborgen in een kluis op een plek die de kandidaten tijdens het spel te weten zullen komen. In de meeste gevallen wordt dit in de uitleg aan het begin van het spel verteld, maar een enkele keer kan dit pas halverwege bekend worden gemaakt. Deze kluis kunnen de deelnemers alleen openen met de gevonden drie sleutels welke ze in drie uur tijd bij elkaar moeten verzamelen. Als een opdracht niet binnen de tijd wordt afgerond, gaat er € 5,000,-- van het prijzengeld af en wordt de betreffende sleutel door de crew naar de kluis gebracht. Bij het passen van de drie sleutels op de kluis krijgen ze te horen dat er een vierde sleutel is die in het eindspel vrijgespeeld kan worden.
In het eindspel moeten de spelers (net zoals vorig seizoen) tegen elkaar strijden. Degene die als eerste drie vragen goed heeft beantwoord (bij een fout antwoord komt er een nieuwe vraag beschikbaar), heeft de mogelijkheid om de laatste vierde sleutel uit de koffer te halen waar de vragen van het eindspel op staan en hiermee de kluis te openen.
De winnende kandidaat kan vervolgens bepalen of hij het gewonnen geld deelt, of zelf houdt. Als de kandidaten te laat bij de kluis zijn, kan het zijn dat deze leeg is en de kandidaten met lege handen naar huis gaan.

## Uitzendrechten
Tijdens de internationale vakbeurs MIPTV in april 2007 in Cannes wist Park Lane TV opties op de productie- en uitzendrechten te verkopen aan tientallen internationale partijen, waaronder aan Fremantle voor de Amerikaanse markt. The Phone werd verkocht aan 53 landen.

## Presentatoren
| Presentatie   | S 1 | S 2 | S 3 |
| ------------- | --- | --- | --- |
| Frederik Brom |     |     |     |
| Eddy Zoëy     |     |     |     |

## Afleveringen

### Seizoen 1
| Aflevering | Datum            | Plaats     | Deelnemers                              | Gewonnen | Kijkcijfers | Herhaling (HH)   | Kijkcijfers HH |
| ---------- | ---------------- | ---------- | --------------------------------------- | -------- | ----------- | ---------------- | -------------- |
| 1          | 6 juli 2007      | Haarlem    | Bart Advokaat en Ivo Dinkelaar          | € 15.000 | 334.000     | 6 augustus 2007  | 107.000        |
| 2          | 13 juli 2007     | Rotterdam  | Dennis Gerlings en Annetje van Thiel    | € 17.500 | 403.000     | 16 juli 2007     | 229.000        |
| 3          | 20 juli 2007     | Utrecht    | Aimee de Vries en Marjolein Pennewaard  | € 10.000 | 327.000     | 23 juli 2007     | 202.000        |
| 4          | 27 juli 2007     | Amsterdam  | Robert Jan Werle en Myrthe van der Erve | € 15.000 | 251.000     | 30 juli 2007     | 103.000        |
| 5          | 10 augustus 2007 | Den Haag   | Tjallien de Haan en Michiel van Noort   | € 0      | 266.000     | 13 augustus 2007 | 154.000        |
| 6          | 17 augustus 2007 | Maastricht | Kim Breukers en Astrid Alkemade         | € 12.500 | 226.000     | 20 augustus 2007 | 191.000        |
| 7          | 24 augustus 2007 | Groningen  | Jane Cooke en Ahmet Albayrak            | € 16.500 | 258.000     | 27 augustus 2007 | 204.000        |
| 8          | 31 augustus 2007 | Amsterdam  | Leander Haaitsma en Shamira van Esland  | € 10.000 | 168.000     | Geen             | -              |

### Seizoen 2
| Aflevering | Datum         | Plaats           | Deelnemers                           | Gewonnen | Kijkcijfers | Herhaling (HH) | Kijkcijfers HH |
| ---------- | ------------- | ---------------- | ------------------------------------ | -------- | ----------- | -------------- | -------------- |
| 1          | 13 april 2008 | 's-Hertogenbosch | Bart van Lieshout en Nathalie Roes   | € 15.000 | 336.000     | 19 april 2008  | 198.000        |
| 2          | 20 april 2008 | Tilburg          | Annet Groenevelt en Linda Thomissen  | € 5.000  | 319.000     | 26 april 2008  | 215.000        |
| 3          | 27 april 2008 | Den Helder       | Thomas Haverman en Angela van Gestel | € 15.000 | 382.000     | 3 mei 2008     | 107.000        |
| 4          | 4 mei 2008    | Eindhoven        | Joost Saanen en Boris Pomper         | € 10.000 | 242.000     | 10 mei 2008    | 121.000        |
| 5          | 11 mei 2008   | Rotterdam        | Demis Roladon en Andries Hamoen      | € 0      | 185.000     | 17 mei 2008    | 289.000        |
| 6          | 18 mei 2008   | Den Haag         | Ali El Yddri en Evelyn Jansen        | € 20.000 | 332.000     | 24 mei 2008    | 188.000        |

### Seizoen 3
| Aflevering | Datum         | Plaats           | Deelnemers                            | Gewonnen | Kijkcijfers     | Herhaling (HH) | Kijkcijfers HH |
| ---------- | ------------- | ---------------- | ------------------------------------- | -------- | --------------- | -------------- | -------------- |
| 1          | 18 april 2010 | Den Haag         | Ernestine van Rappard en Yilmaz Curuk | € 15.000 | 277.000 kijkers | 21 april 2010  |                |
| 2          | 25 april 2010 | Utrecht          | Alicia van Dongen en Laure-Charlotte  | € 3.000  | 235.000 kijkers | 29 april 2010  | 76.000         |
| 3          | 2 mei 2010    | Lelystad         | Jair Castillo en Gregory Bosman       | € 0      | 318.000 kijkers | 6 mei 2010     | 49.000         |
| 4          | 9 mei 2010    | Rotterdam        | Martje Bakker en Laura Levering       | € 30.000 | 294.000 kijkers | 13 mei 2010    | 78.000         |
| 5          | 16 mei 2010   | Leiden           | Trish Valk en Luuk Venema             | € 8.000  | 284.000 kijkers | 21 mei 2010    | 74.000         |
| 6          | 23 mei 2010   | Breda            | Eveline van de Geer en Ronny Joosten  | € 0      | 171.000 kijkers | 27 mei 2010    | 31.000         |
| 7          | 30 mei 2010   | Hoorn            | Britt Gjertsen en Marly Gruyters      | € 9.000  | 180.000 kijkers | 3 juni 2010    | 50.000         |
| 8          | 6 juni 2010   | Amsterdam (slot) | Jeremy van Schie en Yentl Hein        | € 2.000  | 331.000 kijkers | 10 juni 2010   | 29.000         |

De winnaar van het geld is cursief weergegeven.
Als de deelnemers het geld onderling hebben verdeeld, zijn beide deelnemers cursief weergegeven.
Andermans Veren ·
Atlas ·
Babbelonië ·
BankGiro Loterij Restauratie ·
Blik op de weg ·
Bloedverwanten ·
Buitenhof** ·
Dag Juf, tot morgen ·
De Astronautjes ·
De Bereboot ·
De Brekers ·
De Droomshow ·
De Sleutels van Fort Boyard ·
De tiende van Tijl ·
De Troon ·
Die is de mol! ·
EenVandaag* ·
Een mens wil... ·
Eén van de acht ·
Expeditie Poolcirkel*** ·
Fort Boyard ·
Gouden Televizier-Ring Gala ·
Hoe heurt het eigenlijk? ·
In de hoofdrol ·
Join the Beat ·
Junior Eurovisiesongfestival ·
Junior Songfestival ·
Karel ·
Kinderprinsengrachtconcert ·
Koefnoen ·
Kom er maar eens achter ·
Lawaaipapegaai ·
Mag ik u kussen? ·
Mensen zoals jij en ik ·
Missers! ·
Nederland in Beweging!**** ·
Ontdek je plekje ·
Op de Bon ·
Op zoek naar Danny & Sandy ·
Op zoek naar Evita ·
Op zoek naar Joseph ·
Op zoek naar Maria ·
Op zoek naar Mary Poppins ·
Op zoek naar Zorro ·
Opium ·
Opsporing Verzocht ·
Prinsengrachtconcert ·
Service Salon ·
Sterrenjacht ·
Sterrenslag ·
Stuif es in ·
Telebingo ·
Televizier ·
The Phone ·
Toppop3 ·
Tussen Kunst & Kitsch ·
Vinger aan de Pols ·
We gaan nog niet naar huis ·
Wedden dat..? ·
Wie-kent-kwis ·
Wie is de Mol? ·
Wie is de Mol? Junior ·
Wordt Vervolgd
* In samenwerking met de TROS
** In samenwerking met VARA en VPRO
*** Dit programma is overgegaan naar RTL 5
**** Dit programma is overgegaan naar MAX